# Jahnstadion (Ratyzbona)
Jahnstadion – stadion piłkarski w Ratyzbonie, w Niemczech, który istniał w latach 1926–2017. Mógł pomieścić 12 510 widzów. Swoje spotkania rozgrywali na nim piłkarze klubu SSV Jahn Regensburg.

## Historia
Obiekt powstał w 1926 roku, kiedy to klub Jahn Regensburg wynajął nowy teren pod budowę boiska. W 1931 roku od strony zachodniej otwarto trybunę główną. Pod koniec lat 40. XX wieku powstały trybuny stojące wokół pozostałej części boiska. W latach 1967–1971 obiekt został zmodernizowany. W 1975 roku stadion został zakupiony przez miasto. Z powodu braku wystarczających środków na budowę nowego obiektu, w 1987 roku stadion został zmodernizowany, m.in. postawiono wówczas maszty oświetleniowe. W 2003 roku, po awansie klubu do 2. ligi postawiono dodatkowe, tymczasowe trybuny przed trybuną główną, które zostały później rozebrane i ponownie wybudowane w roku 2008, kiedy to również zastąpiono drewniane ławki na trybunie głównej plastikowymi krzesełkami. W 2012 roku za północną bramką stanęła nowa, stalowa trybuna. Na początku 2014 roku w nowej lokalizacji rozpoczęto budowę nowego stadionu. Ostatni mecz ligowy na Jahnstadion odbył się 23 maja 2015 roku, a gospodarze wygrali w nim 4:0 z Fortuną Köln. Mimo wysokiego zwycięstwa, sezon 2014/2015 nie zakończył się dla klubu pomyślnie, gdyż już wcześniej drużyna nie zdołała obronić się przed spadkiem z 3. ligi i nowy sezon na nowym stadionie musiała rozpoczynać w Regionallidze. Na początku 2017 roku stary stadion został rozebrany, po czym przystąpiono w jego miejscu do budowy nowej szkoły podstawowej. Jej otwarcie miało miejsce w 2019 roku.
W 1972 roku obiekt był jedną z aren turnieju piłkarskiego na XX Igrzyskach Olimpijskich. Rozegrano na nim łącznie sześć spotkań w ramach tego turnieju: cztery mecze pierwszej fazy grupowej i dwa mecze drugiej fazy grupowej.